# Pârâul Cetății, Sălătrucel
Pârâul Cetății este un afluent al râului Sălătrucel. 